# Analleucosma allardi
Analleucosma allardi är en skalbaggsart som beskrevs av Franz Antoine 1989. Analleucosma allardi ingår i släktet Analleucosma och familjen Cetoniidae. Inga underarter finns listade i Catalogue of Life.